# Enoplognatha gramineusa
Espèce
Enoplognatha gramineusa est une espèce d'araignées aranéomorphes de la famille des Theridiidae.

## Distribution
Cette espècese rencontre en Chine en Mongolie-Intérieure et en Corée du Sud,.

## Description
Le mâle holotype mesure 3,30 mm et la femelle paratype 2,77 mm.

## Systématique et taxinomie
Cette espèce a été décrite par Zhu en 1998.

## Publication originale
- Zhu, 1998 : Fauna Sinica: Arachnida: Araneae: Theridiidae. Science Press, Beijing, p. 1-436.